# Kees van Ierssel
Cornelius Claudius Henricus van Ierssel, dit Kees van Ierssel, est un ancien footballeur néerlandais né le 6 décembre 1945 à Bréda. Il évoluait au poste de défenseur.

## Biographie

### En club
Avec le club du FC Twente, il joue les demi-finales de la Coupe de l'UEFA en 1973 puis en 1975 (il ne dispute pas la finale perdue par son équipe en 1975). Il joue également les demi-finales de la Coupe d'Europe des vainqueurs de coupe en 1978.

### En équipe nationale
Kees van Ierssel reçoit 6 sélections en équipe des Pays-Bas de 1973 à 1974. 
Il joue son premier match en équipe nationale le 10 octobre 1973 contre la Pologne et son dernier le 9 octobre 1974 contre la Suisse.
Il fait partie du groupe finaliste de la coupe du monde 1974 (sans jouer de match lors de la phase finale).

## Carrière
- 1967-1969 :  Baronie Bréda
- 1969-1979 :  FC Twente[3]

## Palmarès
Avec les  Pays-Bas :
- Finaliste de la Coupe du monde 1974

Avec le FC Twente :
- Vice-champion des Pays-Bas en 1974
- Finaliste de la Coupe de l'UEFA en 1975
- Vainqueur de la Coupe des Pays-Bas en 1977
- Finaliste de la Coupe des Pays-Bas en 1975 et 1979